# 中華民國統帥旗
中華民國統帥旗（總統旗）是中華民國總統統率全國陸海空軍之旗幟。起源於1924年由時任黃埔軍校總教官何應欽設計、擔任校長的蔣中正採用的校旗，旗幟內容為紅底、旗心置中華民國國徽。1928年，蔣中正就任國民政府主席時，採用黃埔軍校校旗增加黃色邊，成為國民政府主席旗。行憲後成為中華民國總統旗，1986年1月3日實施《陸海空軍軍旗條例》後改稱統帥旗。

## 規格尺寸
中華民國統帥旗用紅色為地，長寬比例為3:2，旗長為144公分，寬96公分（含邊緣加綴6公分黃邊），中置按旗幅1/3的中華民國國徽，外加綴12公分長金黃色絲穗。中華民國總統坐車用旗，旗幅橫寬36公分，直長24公分（含邊緣加綴1.5公分黃邊）外加綴3公分金黃色絲穗，圖案按比例縮小。

## 使用規定
根據《陸海空軍軍旗條例施行細則》，中華民國統帥旗之使用有如下規定：

### 室內懸掛
中華民國總統至各軍事機關、部隊、學校時，應懸掛中華民國統帥旗，離去時即行降下，其懸掛位置為：
- 三根旗桿之旗台，中華民國國旗居中，中華民國統帥旗居右，空左旗桿。
- 二根旗桿之旗台，中華民國國旗居右，中華民國統帥旗居左。

### 室內陳設
中華民國總統辦公室辦公桌之正後方陳設中華民國國旗與中華民國統帥旗，中華民國國旗居右，中華民國統帥旗居左。中華民國總統於軍事單位禮堂內主持各種典禮時，主席台之後方陳設中華民國國旗與中華民國統帥旗，中華民國國旗居右，中華民國統帥旗居左。中華民國統帥旗之旗桿長度與國旗一致，其顏色為銀白色，旗桿頂為金色矛形。

### 閱兵持行

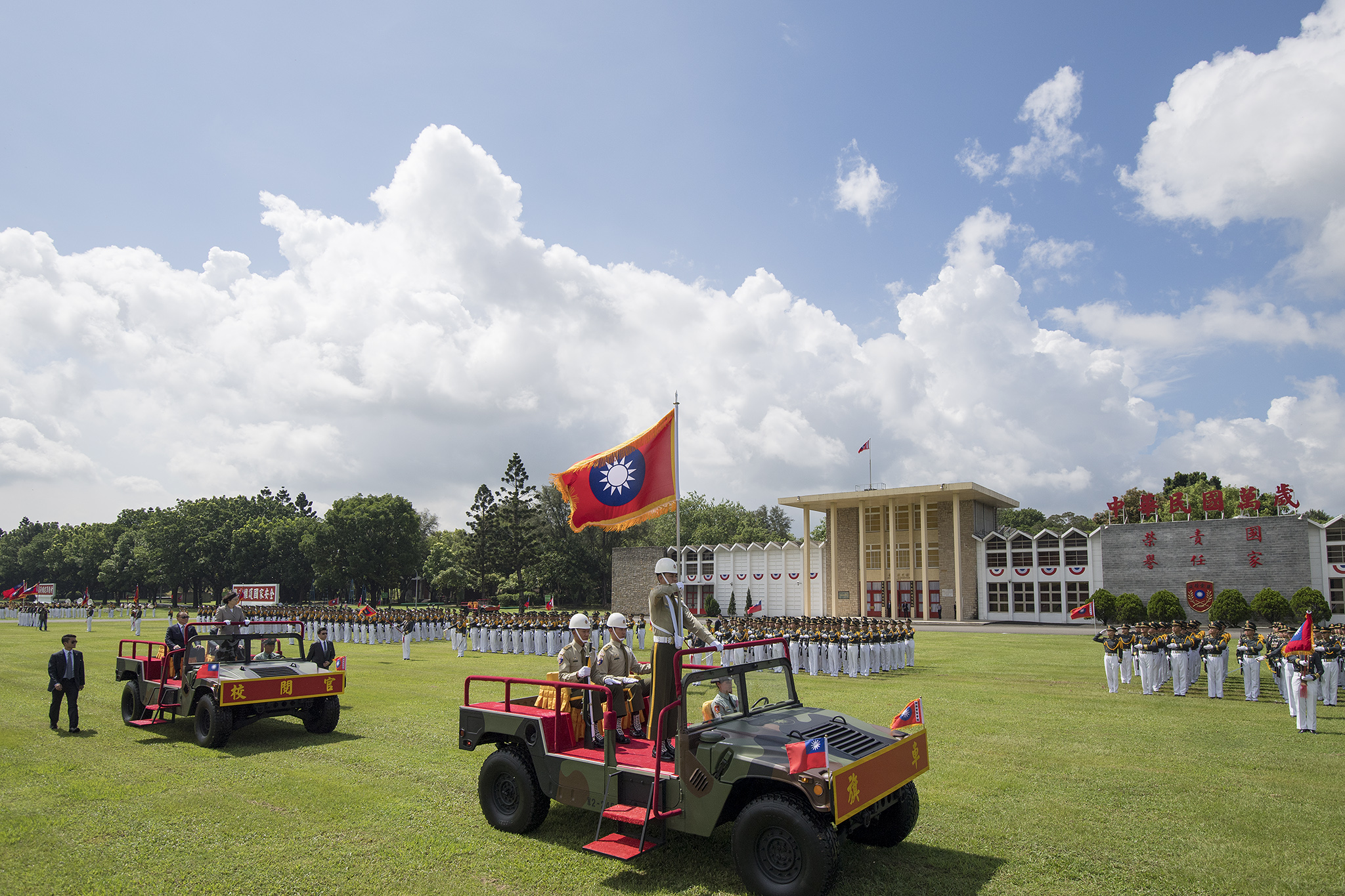
總統出席陸軍官校92校慶典禮

中華民國總統主持閱兵大典，中華民國統帥旗於行閱兵式時，在大閱官座車前約十公尺處前導；於行分列式時在大閱官後約五公尺處持掌。

### 受禮台持掌
中華民國總統至機場迎（送）國賓時，中華民國統帥旗於受禮台左側持掌，外國元首旗則於受禮台右側持掌。

### 座車懸掛

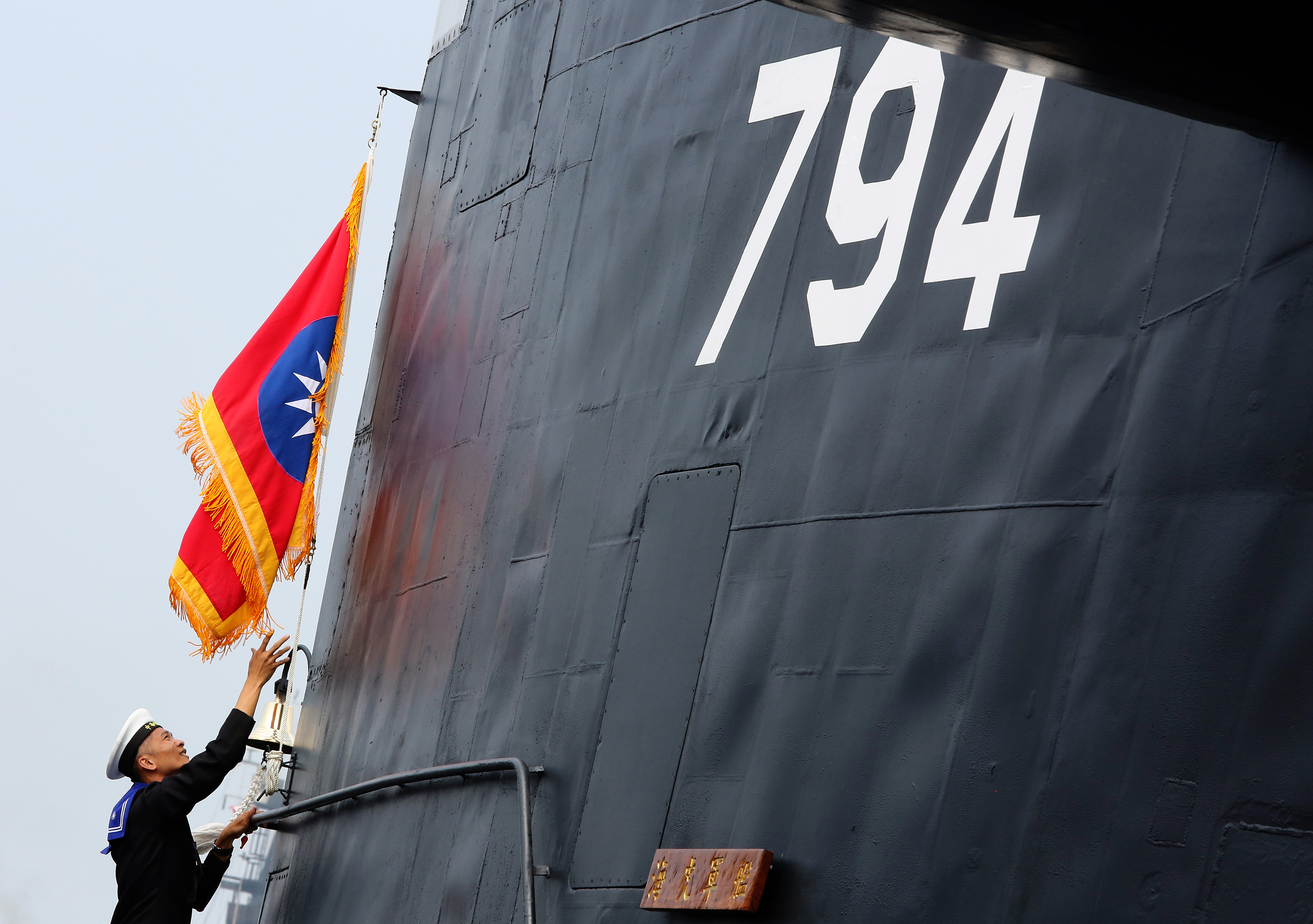
總統出席「海軍106年敦睦支隊啟航歡送暨潛艦國造設計啟動及合作備忘錄簽署」，海軍在帆罩右邊升起統帥旗恭迎總統登上海虎號潛艇。

中華民國總統座車懸掛統帥旗於車前右旗桿，如與中華民國國旗或外國元首旗並用時，則懸於前車左旗桿。

## 歷史旗幟
- 大元帥旗
- 國民政府軍事委員會委員長旗
- 國民政府主席旗、總統旗
- 副總統旗